# Christian Schebitz
Christian Schebitz (ur. 9 listopada 1962 w Norymberdze) – niemiecki bobsleista reprezentujący RFN, zdobywca Pucharu Świata.

## Kariera
Największe sukcesy Christian Schebitz osiągnął w sezonie 1989/1990, kiedy zwyciężył w klasyfikacji dwójek Pucharu Świata. Wyprzedził wtedy bezpośrednio Kanadyjczyka Grega Haydenlucka i Mārisa Poikānsa z ZSRR. W 1988 roku wywalczył złoty medal w czwórkach na mistrzostwach Europy, a trzy lata wcześniej był mistrzem kraju w tej samej konkurencji. Nigdy nie startował na igrzyskach olimpijskich.